# 半人馬座V768
半人馬座V768，又名CD-36 9645，HD 130328、SAO 205966、HR 5519，是半人馬座的一颗恒星，视星等为6.04，位于銀經327.72，銀緯20.53，其B1900.0坐标为赤經14h 42m 25.6s，赤緯-36° 20.53′ 56″。